# Diecezja Bristolu
Diecezja Bristolu (ang. Diocese of Bristol) – diecezja Kościoła Anglii, wchodząca w skład metropolii Canterbury. Obejmuje miasto Bristol, a także południową część hrabstwa Gloucestershire i północną część hrabstwa Wiltshire. Biskup diecezjalny nosi tytuł biskupa Bristolu, natomiast biskup pomocniczy tytułowany jest biskupem Swindon. 
Według danych za rok 2010, na obszarze diecezji zamieszkuje ogółem 972 000 osób, z czego w anglikańskich nabożeństwach bierze udział średnio 17 700 osób tygodniowo. W skład diecezji wchodzi 205 kościołów zorganizowanych w 163 parafiach, które obsługuje 103 księży obu płci. 